# Kultura Kemi-Oba
Kultura Kemi-Oba – kultura archeologiczna z obszaru Krymu i okolic, datowana na okres od około końca III tys. p.n.e. do ok. połowy II tys. p.n.e.
Osady otwarte, długotrwałe ale i ślady krótkotrwałych pobytów sezonowych w jaskiniach. Ludność prowadziła intensywną gospodarkę hodowlaną, głównie bydła, koni i kóz. Znano też rolnictwo. Narzędzia głównie z kości, krzemienia (nawiązujące do miejscowego mezolitu) ale i miedzi i brązu. Ceramika zdobiona motywami geometrycznymi. Groby kurhanowe, u podstawy otoczone kręgami kamiennymi, ze stelami. Zmarłych składano w kamiennych komorach, czasami w drewnianych trumnach od środka malowanych.